# Henryk Schwarz
Henryk Schwarz (ur. 1837 w Krakowie, zm. 1911 tamże) – polski kupiec.

## Życiorys
Urodził się w 1837 w Krakowie. Był synem kupca. Z zawodu także był kupcem. Od 1880 do końca życia był starszym krakowskiej kongregacji kupieckiej, także w czasie jubileuszu 500-lecia tejże. Był wiceprezydenta Izby Handlowo-Przemysłowej w Krakowie. Objął funkcję zastępcy dyrektora Kasy Oszczędności w Krakowie. Pełnił mandat radnej miejskiego. Udzielał się też w działalności humanitarnej i filantropijnej. Pod koniec życia był określany mianem „nestora kopców krakowskich”.
Miał trzech synów i córkę. Zmarł w sierpniu 1911. Został pochowany w grobowcu rodzinnym na cmentarzu Rakowickim w Krakowie (kwatera II).